# Opere di Carlo Cassola
Si può dividere l'opera narrativa di Cassola in quattro periodi: il primo periodo, che rifiuta la narrazione di tipo realistico, si colloca tra il 1937, anno di stesura di alcuni dei racconti della Visita, e il 1949, anno di stesura de Il taglio del bosco anche se già nel 1946, con Baba, si individua l'impegno futuro a trattare temi politici; il secondo periodo, che situato cronologicamente nel momento del neorealismo ne risente l'influenza, "Sia pure intesa in una maniera assai personale, siamo in un tipo di narrativa impegnata, in cui il tempo coincide con la storia, i personaggi partecipano alle lotte politiche e le loro vicende prendono inizio da un fatto preciso per giungere alla conclusione.", il terzo periodo nel quale lo scrittore rinnega il periodo precedente e ritorna alla poetica del primo periodo e un quarto periodo, tra il 1980 e il 1987, che si può definire dell'antimilitarismo.
Scrive Giacinto Spagnoletti, «È difficile sintetizzare in poche pagine il fecondissimo lavoro narrativo di Carlo Cassola; innanzitutto per le differenze tematiche e stilistiche a cui va incontro, ma soprattutto per l'enorme distacco che separa la produzione giovanile, quella della maturità, e l'ultimissima. Scrittore che, per l'ardua pulizia formale delle origini, lo strenuo e accanito rivolgersi a semplici trame (quasi sempre aventi a protagoniste delle donne), rappresentò per tutti gli anni cinquanta e nel seguito un'alternativa tanto alla letteratura engagèe, dapprima, quanto a quella uscita dalla neoavanguardia dopo.»

## Le opere della giovinezza
È questa la fase fatta di racconti brevi e lunghi che ruotano intorno al tema dell'antifascismo, della Resistenza e del dopoguerra e che si ambientano in Toscana.
"I racconti giovanili appaiono come l'equivalente (soggettivo) della poesia pura, partecipano della stessa intransigenza linguistica e morale, della stessa volontaria riduzione-concentrazione, escludono dal campo visivo la storia per assumere la realtà (degli oggetti e dei sentimenti) in primissimo piano, come ingombro totale dell'obiettivo (donde la possibilità per Cassola di essere al tempo stesso «visivo» e «lirico-metaforico»); e reintroducendo la storia soltanto come attributo del tempo esistenziale, scansione interna della memoria".

### La visita
Il 27 gennaio 1942 viene pubblicata per i tipi di Parenti nelle edizioni di « Letteratura »,
a Firenze La visita che comprendeva diciannove racconti scritti tra il 1937 e il 1940. Dodici di questi racconti furono riportati nel 1955 nel volume Il taglio del bosco. Venticinque racconti dalle edizioni Nistri-Lischi di Pisa nella collana «Il castelletto» per uscire nuovamente completa nel 1962 da Einaudi. In questo primo volume di Cassola si ritrovano le componenti spesso ricorrenti nelle sue future opere, come alcuni titoli dei racconti ripresi poi dallo scrittore nella sua fase più matura come Paura e tristezza, Ferrovia locale, Il soldato, Il cacciatore, Tempi memorabili e i tipici nomi cassoliani come Anna e Fausto.
I temi dei racconti si rifanno già al mondo semplice dei sentimenti modesti ma profondi come le sensazioni di paura e di tristezza tipiche dell'età adolescenziale o l'incredulità che provano le persone anziane nel ricordare il loro passato. Nei racconti che compongono la raccolta compaiono già le linee di alcune regole della poetica di Cassola o la conferma di alcuni temi psicologici già incontrati come la trasfigurazione fantastica delle cose o il desiderio che la realtà non subisca mutamenti, come, ad esempio, nel racconto Paura e tristezza che così termina: "Solo nelle fantasie poteva mutare le cose che lo addoloravano. S'immerse nella creazione d'una vita dove si stesse sempre insieme con gli esseri cari, dove i morti vivessero ancora, dove non ci fossero più le cose tristi della terra, il camposanto e la Balze e la morte e l'infelicità." Ma l'esempio più significativo della poetica giovanile si trova nel racconto che dà il titolo al volume e che utilizza la tecnica del «film dell'impossibile» teorizzata da Cassola nel 1942 che consiste nell'animare i personaggi e le scene fisse come in un quadro o in una fotografia "in una visione bloccata nella puntualità di uno sguardo (come quella del ciclista al passaggio a livello)" 
«A un passaggio a livello due ciclisti immobili dietro le sbarre guardavano passare il treno».
Ma anche altri aspetti della sua poetica, sia di carattere contenutistico che formale, appaiono già realizzati nei racconti del volume come, ad esempio, il tema della periferia. I luoghi, così come le persone, sono schizzati con pochi e semplici tratti che riescono a delineare, oltre l'aspetto fisico, quello più vero e intimo. Anche il linguaggio, come scrive Manacorda, sembra acquisito. "Totalmente acquisito ci sembra fin d'ora anche il linguaggio, scarno, familiare, organizzato in un periodare breve e paratattico, con una leggera patina toscana; un linguaggio che non riguarda solo le scelte di stretta pertinenza linguistica, ma coinvolge la struttura stessa del narrare spesso risolventesi nell'episodio brevissimo, nella situazione, ma non nel bozzetto che di questa tecnica potrebbe apparire come la popolaresca degenerazione."
Lo stile tende ad utilizzare al massimo il linguaggio comune riportando i discorsi banali della gente, le conversazioni non importanti ma che comunque servono per segnare modi e momenti di esistenza. Anche le canzoni e i ritornelli che Cassola introduce nei vari racconti, come scrive Renato Bertacchini "più che storicizzare in senso veristico, producendo sfondi mimetici e ambientali, sviluppano azioni intorno alle figure, danno trasalimenti esistenziali, suscitano emozioni e ricordi dietro a cui scivola d'improvviso il cuore dei personaggi".
«Mentre leggeva sentiva la donna che, sempre dietro alle pentole, cantava: Gira rigira biondina l'amore la vita godere ti fa... Rifletté che quel valzerino doveva essere pieno di ricordi per lei. Difatti Rosa l'aveva ballato quando era giovane. Riascoltandolo dalla propria voce, i tempi andati le tornavano alla memoria in un unico ricordo fuso, indistinto: e seguitava a cantare trascinata da una dolce, voluttuosa tristezza».

### Alla periferia
Alla periferia uscì a Firenze per le edizioni di «Rivoluzione» nel 1942, contemporaneamente a La visita, e comprende i racconti scritti tra il 1940 e il 1941. Uno dei racconti, Plotino sarà riportato anche nel volume edito nel 1955 da Nistri-Lischi. Tutti i racconti di Alla periferia, verranno poi inglobati al completo, anche se con alcune modifiche nella distribuzione, nell'edizione di Einaudi della Visita del 1962. I racconti di Alla periferia si basano su elementi autobiografici ed enunciano una dottrina della vita e della poesia dove, poesia e poetica coincidono dal momento che la poetica fornisce la materia del racconto e il racconto verifica la validità della poetica.

### La moglie del mercante
La moglie del mercante comprende ventuno racconti scritti tra il 1942 e il 1945, tranne gli ultimi sei che risalgono a qualche anno dopo. Nell'edizione del 1955 di Nistri-Lischi erano già inclusi dodici racconti ma l'intera raccolta è stata poi inglobata nella edizione di Einaudi del 1962.
In questa raccolta si trova un elemento non abituale in Cassola che è l'ironia, "... è un'ironia leggera che si posa sui modesti affittuari degli appartamenti di periferia, sulle dame di San Vincenzo, sui soliti partecipanti ai congressi ed anche sull'istituzione familiare e la stessa figura del padre". Vi è poi un gruppo di racconti che descrive vari tipi di persone, tipi di solito inoffensivi e dimessi fino a quando non si rivelano nella loro miseria e altri racconti che trattano di esistenze comuni e di gente semplice che riflette sulla vita.

### Baba
Baba è un racconto lungo che venne scritto nel 1946 e fu dapprima pubblicato a puntate sulla rivista «Il Mondo» diretta da Alessandro Bonsanti ed Eugenio Montale, poi nel Taglio del bosco che verrà pubblicato da Nistri-Lichi a Pisa nel 1955 e alla fine nel 1959 nel Taglio del bosco da Einaudi a Torino.
È questo il primo racconto di Cassola ambientato durante la lotta clandestina anche se non può ancora essere collocato nel genere della narrativa neorealistica e nemmeno nella letteratura impegnata perché a distinguerlo dai due generi vi è costante l'intersecarsi del tema dell'esistenza a quello della lotta partigiana e soprattutto la mancanza assoluta di accenti eroici. Emergono infatti dai racconti i... "toni dimessi e sfiduciati, che colgono piuttosto la perplessità degli atteggiamenti politici che il loro entusiasmo e la loro certezza".
La storia, che ha inizio dopo l'8 settembre 1943, è quella di un giovane intellettuale che si mette in contatto con i comunisti e, preso il nome di battaglia di Topo, raggiungerà sul Monte Voltraio un piccolo gruppo di partigiani. Ma, di fronte alla scelta tra il rimanere nascosto e quello di unirsi definitivamente, come si era impegnato con Baba, militante convinto e fedele al Partito, preferirà rifugiarsi da una sorella a Roma.

### Le amiche
Le amiche è un racconto lungo che venne pubblicato sul numero 3 di «Botteghe Oscure» nel 1949
per essere inglobato nel 1953 nel volume Il taglio del bosco dall'editore Fabbri e in seguito in quello dallo stesso titolo edito da Einaudi nel 1959. Questo racconto può considerarsi, insieme a Rosa Gagliardi, il punto d'arrivo della prima fase dell'attività narrativa di Cassola.
La trama è molto semplice, quasi nulla. Si tratta dell'arrivo da Pomarance di Anita che si reca a trovare a San Dalmazio per quindici giorni la cugina Anna. Il racconto si basa più che altro sulle piccole inquietudini, sui minimi segreti giovanili, sulle chiacchiere domestiche e quotidiane che fanno sì che i giorni e i mesi e gli anni scorrano in un baleno facendo passare le persone da una condizione di felicità al ricordo e al rimpianto di quella condizione. Anna, che nel frattempo si è sposata e ha un figlio, non è particolarmente infelice ma, terminata la primordiale conquista della coscienza di esistere, sente che la vita non possiede più la gioia e l'entusiasmo iniziale.
«Proprio così» disse Franca.

Anna la guardò e si mise a ridere;

«Ma tu sei sempre ragazza. Anzi è proprio ora che... ». Ebbe come un brivido: «Vogliamo andare?» disse.

«Mi pare che cominci a far fresco»
(Le amiche)
Come scrive Giuliano Manacorda, «Il brivido che fa fremere Anna nell'ultima battuta del racconto, magistralmente simulato nel fresco della sera, è in realtà la somatizzazione di uno stato d'animo che si è aperto improvviso come un barlume su questa sorte del vivere».

### Rosa Gagliardi
Rosa Gagliardi è un racconto lungo scritto nel 1946, prima quindi del racconto Le amiche, ma vede la luce solamente nel 1956 su «Botteghe Oscure» e nel 1958 presso Feltrinelli nella collana «I contemporanei» insieme a Il soldato con il titolo Il soldato e presso lo stesso editore nel 1960 nella collana «Universale economica». Nel 1959 il racconto fu poi inglobato da Einaudi nella raccolta di racconti lunghi e romanzi brevi Il taglio del bosco. Compare poi, con i racconti Il taglio del bosco e Le amiche, nel 1980 con il titolo del primo, per la «BUR» di Rizzoli con una introduzione di Giorgio Bassani.
Rosa Gagliardi, anche se è cronologicamente affiancabile a Baba, «... come racconto tra i più rappresentativi di Cassola fa il paio con Le amiche e, per poetica, è accostabile piuttosto a Il taglio del bosco... »
Rosa Gagliardi "... è un tipico racconto di atmosfera, in cui non si hanno l'inizio, lo svolgimento e il termine di una vicenda, ma il procedere del racconto coincide con il procedere della vita e del tempo".
Il racconto, ambientato nella zona di Saline di Volterra nei primi anni trenta, racconta il tempo che trascorre tranquillo ora dopo ora portando con sé le piccole gioie, le ansie per le malattie, le speranze per il futuro e la rassegnazione per le rinunce fatte.
Con Rosa Gagliardi Cassola dà inizio alla descrizione dei personaggi femminili, attraverso i quali egli riesce a cogliere gli aspetti più semplici ma anche più preziosi del cuore umano. Già in questo racconto le figure maschili sono poco presenti e dal lato umano "scialbe e scolorite".

### Il taglio del bosco
Il taglio del bosco è un racconto lungo scritto nel 1948-1949 e pubblicato sulla rivista «Paragone-Letteratura», I, il 12 dicembre 1950. Il racconto, subito recensito da Geno Pampaloni, ebbe una immediata fortuna ma i tentativi di pubblicare il racconto in volume non andarono a buon fine. La prima raccolta, intitolata Il taglio del bosco, vedrà la luce solamente nel 1953 presso i Fabbri come n. 1 della collana «Narrativa italiana» e contiene La moglie del mercante, Le amiche, Il taglio del bosco. Nell'indice sono riportate le seguenti date: 1942, 1947, 1949. Il volume è in brossura e non ha risvolto.
Il 25 giugno 1955, grazie alla mediazione di Giorgio Bassani, uscirà una nuova raccolta più corposa nella collana «Il Castelletto. Collana di romanzi italiani» n. 3 diretta da Niccolò Galli per l'editore Nistri-Lischi di Pisa, con il titolo Il taglio del bosco. Venticinque racconti. La sovracoperta è di Carlo Levi e il risvolto non è firmato. Tra la pubblicazione del 1953 e quella del 1955 nasce infine il progetto della terza raccolta che uscirà, con il titolo Il taglio del bosco. Racconti lunghi e romanzi brevi, il 17 aprile 1959 nei «Supercoralli» di Einaudi con in sovracoperta un particolare de L'homme à la pipe di Édouard Vuillard e il risvolto non è firmato. Sulla copertina vi è un soggetto pittorico anonimo rappresentante un boscaiolo.
Dal punto di vista dei fatti la storia racconta il taglio di un bosco sull'Appennino toscano da parte di una squadra composta da cinque uomini durante l'inverno tra il 1938 e il 1939. Cassola si sofferma, in modo meticoloso e competente, a descrivere la vita che conducono i boscaioli e i carbonai nelle capanne che si costruiscono nel bosco delineando, con grande abilità, il carattere dei personaggi. Lo stile che caratterizza tutto il racconto è «scarno ed essenziale» e il tono dominante del racconto è, come scrive Manacorda, quello elegiaco: «Il tono che domina tutto il racconto, e soprattutto quando è in scena il protagonista, è un tono elegiaco, dove la rudezza dei caratteri e delle condizioni ambientali e la gentilezza dei sentimenti si temperano in una situazione realistica forse fino all'autobiografismo (un autobiografismo, s'intende, tutto interiore) cui il consueto tono medio della lingua conferisce un'assoluta credibilità umana ed artistica».

## La narrativa dell'impegno (1949-1960)

### I vecchi compagni
I vecchi compagni è un romanzo breve scritto nel 1952 e pubblicato nei « I gettoni » di Einaudi il 10 luglio 1953 con risvolto firmato da Vittorini che nel presentare I vecchi compagni aveva messo in risalto l'interesse di Cassola «... a quanto dell'uomo è la superficie mutevole della sua realtà; cioè ai suoi atteggiamenti di coscienza e alle azioni che nascono dai suoi atteggiamenti di coscienza» Il giudizio espresso da Vittorini chiariva la differenza tra un tipo di realismo aperto e dai contenuti politicizzanti e la scrittura di Cassola, molto più attenta all'interiorità dell'individuo nella sua totale umanità che nella condizione di cittadino.
"La loro storia, come scrive Manacorda, è la parabola da «un gelo che toglieva ogni senso alla vita, anche al male e al dolore», fino ad una condizione espressa dall'ultimo pensiero di Baba: «Quanto dura questa interruzione borbottò. Certo per starsene lì senza far nulla, era la stessa cosa che ci fosse la luce o non ci fosse... Al buio, però, non gli riusciva nemmeno di pensare».
Nel 1959 il romanzo entrerà nella raccolta dei racconti lunghi e romanzi brevi di Einaudi.
La storia, che è ambientata a Volterra tra boscaioli e alabastrai, narra le vicende di due generazioni di militanti comunisti che si svolgono dalla sconfitta del 1922 fino alla delusione del dopo-resistenza.

### Fausto e Anna
(incipit di Fausto e Anna)
Il romanzo, scritto nel 1949, venne pubblicato nel 1952 dalla casa editrice Einaudi nella collana «I gettoni» con una premessa di Mario Luzi e nel 1958, sempre da Einaudi, in una nuova edizione, ridotta e diversamente strutturata, nei « Supercoralli ».
Fausto e Anna viene definito da Giacinto Spagnoletti «... un vasto affresco partigiano» e inaugura nel percorso narrativo di Cassola una scrittura di ampio respiro come l'autore stesso scriverà nel 1966 a Montanelli: 
(a Indro Montanelli, 8 febbraio 1966)
Il romanzo, pur riscuotendo un grande consenso, trova molte difficoltà di pubblicazione. Nel 1951 Cassola partecipa al premio Venezia, un concorso indetto dalla Rizzoli, ma il premio va a Michele Prisco anche se su «Il Mattino dell'Italia centrale» del 25 aprile 1951, Leone Piccioni, che faceva parte della giuria e ne aveva appoggiato la candidatura, scrive un articolo intitolato La narrativa di Carlo Cassola pur non indicandone il titolo.
Il libro, dopo aver suscitato l'interesse di Rizzoli, viene proposto anche a Casini e a Einaudi dal quale, dopo tre anni di traversie, verrà accolto. Il libro viene così pubblicato il 29 febbraio 1952, n. 8 della collezione «I Gettoni» con «... il risvolto non firmato, ma attribuibile a Vittorini».
La nuova edizione di Fausto e Anna esce il 15 luglio 1958 nella collana dei «Supercoralli» e riporta in sovracoperta il dipinto di Carlo Carrà, Paesaggio toscano. Il risvolto riporta la recensione a Fausto e Anna pubblicata da Giuseppe De Robertis su «Il Nuovo Corriere» del 29 maggio 1952
e reca in fondo la firma del critico. In questa edizione Cassola rivede il registro linguistico-stilistico e accentua l'uso del linguaggio comune rendendo la sintassi più semplice. Egli modifica la divisione del libro e lo porta, da tre parti ed un epilogo a due parti ciascuna a sua vota divisa in cinque capitoli ed elimina alcune sezioni.
Fausto è un giovane studente romano che, durante l'estate, conosce a Volterra Anna, se ne innamora e la ragazza lo corrisponde. Ma la loro relazione è però turbata fin dall'inizio a causa del carattere di Fausto, che soffre di complessi d'inferiorità, di esibizionismi, di autocompiacimenti e soprattutto è assolutamente incapace di relazionarsi con il mondo e di prendere decisioni. Al termine dell'estate, Fausto ritorna a Roma e la relazione tra i due continua per lettera fino a quando Fausto, che soffre di gelosie ingiustificate, offende Anna che decide di lasciarlo. Allo scoppio della guerra Anna sposa Miro, un giovane semplice e alla buona, mentre Fausto, diventato professore, va ad insegnare in un piccolo paese della Liguria dove vive diverse avventure sentimentali.
Alla caduta del fascismo, Fausto, tornato in Toscana, aderisce alla Resistenza e messosi in contatto con Baba e i gruppi comunisti raggiunge i partigiani che si trovano sul monte Voltraio e poi sul monte Capanne. Ma, sentendosi contrario ai comunisti, entra nel Partito d'Azione dove partecipa a qualche scontro a fuoco. Al termine di uno di questi scontri accompagna un ferito in una casa del paese di San Genesio dove ritrova Anna. Fra di loro sembra rinascere l'amore, ma Nora, la cugina di Anna, incontra Fausto e lo prega di non vedere più la cugina per non turbare la sua felicità familiare. Intanto nel paese i partigiani devono ubbidire agli ordini degli americani e consegnano le armi.
Fausto risulta essere una figura contraddittoria: ama Anna e allo stesso tempo la disprezza, tenta di atteggiarsi a superuomo ma in realtà non ha stima di se stesso. Simile è il rapporto che si instaura con i partigiani comunisti. Infatti Fausto, pur condividendo il loro ideale di libertà, è nello stesso tempo disgustato dalla violenza. Fausto esce dalle dure prove della vita partigiana «... con una diversa consapevolezza di se stesso. Scopre di non aderire veramente a ideali e impulsi che in lui erano confusi e velleitari, e si prepara così ad accettare senza equivoci la sua vita di intellettuale borghese: facendo «parte per se stesso», egli pare in realtà destinato a passare «dall'altra parte», quella di chi si oppone a Baba e ai suoi compagni».
(explicit di Fausto e Anna)

### La casa di via Valadier
La casa di via Valadier, pubblicato da Einaudi nel 1956, comprende due racconti scritti tra il 1953 e il 1956: Esiliati e La casa di via Valdier. Esiliati era già apparso sulla rivista «Ponte» nell'agosto-settembre del 1953 con il titolo La casa sul Lungotevere e La casa di via Valadier era stato pubblicato, in parte, su «Botteghe Oscure» nel 1955. Entrambi i racconti sono poi rientrati a far parte dell'edizione Einaudi nel 1959 Il taglio del bosco.
Il periodo in cui si svolgono i racconti sono quelli della sconfitta e l'atmosfera nella quale vengono ambientati è, come già quella per I vecchi compagni, cupa e dimessa. Si presenta invece nuovo, rispetto a I vecchi compagni e legato alla produzione cassoliana dei primi tempi, il paesaggio che descrive, nel primo racconto, una Roma popolare di periferia tra il quartiere Tiburtino, il Trionfale e Porta Metronia e nel secondo una Roma piccolo-borghese del quartiere Prati. Anche in questo racconto è una donna, la vedova Turri, il centro della situazione sia politica che umana, mentre i personaggi maschili sono descritti come deboli e perdenti.

### Un matrimonio del dopoguerra
Scritto tra il 1954 e il 1957, Un matrimonio del dopoguerra venne pubblicato da Einaudi nel 1957. Il Prologo, che costituisce la prima parte del volume, era uscito nell'aprile-maggio del 1955 su il «Ponte» con il titolo Un'azione fallita e Un matrimonio del dopoguerra era apparso, sempre su il «Ponte», nel febbraio del 1955. Il tutto è stato poi riunito nel volume pubblicato da Einaudi nel 1956. Nel Prologo si assiste ad un'azione partigiana ma subito dopo ci ritroviamo, terminata la guerra, a Volterra dove si assiste a qualche punizione per i fascisti.
Si riorganizza intanto il partito comunista e l'organizzatore è ancora Baba. I vari personaggi, ognuno con le sue caratteristiche e vicende, vengono descritti con grande cura e la storia, se c'è una storia, è quella di ogni singolo personaggio. Storie semplici, forse banali, ma tutte abbozzate con maestria. Vediamo Pepo che è in crisi perché deve sposare una ragazza dalla quale aspetta un bambino, Testina, che è il più furbo, e si dà al traffico e al mercato nero riuscendo così ad aprire un ristorante, e Alfonso, il più strano dei compagni, che diserta dal C.I.L e litiga con Testina rinfacciandogli di fare il mercato nero con Metello. Anche in questo racconto il carattere partigiano è dato solamente dalla condizione di combattente di alcuni personaggi e non dalla loro specifica psicologia di uomini che hanno combattuto, determinati ed entusiasti, per una precisa scelta di vita.
In questo racconto, a differenza di tutti i racconti precedenti, il personaggio femminile non è gradevole pur conservando le caratteristiche di un carattere forte che stabilisce il tipo di rapporto coniugale. Scrive Manacorda: «Un matrimonio del dopoguerra - al di là delle motivazioni partigiane relative alla guerra e alla lotta clandestina - diventa il preciso rovescio del Taglio del bosco, è il romanzo del disamore coniugale, della incomunicabilità, del silenzio fino al tedio esistenziale, che rivela la contingenza della concreta occasione storica che lo muove nella fissità di un rapporto di dolore connesso alla stessa natura umana.»

### Il soldato
Il soldato, scritto tra il 1953 e il 1957, vide le stampe il 1958 nella collana «I contemporanei» dell'editore Feltrinelli e nel 1960, sempre presso lo stesso editore, nella «Universale Economica» con l'aggiunta del racconto Rosa Gagliardi. Entrambi i racconti sono stati incorporati nel 1959 nel Taglio del bosco. Racconti lunghi e romanzi brevi da Einaudi. Con Il soldato Cassola vinse, nel 1958, il Premio Salento.

Il soldato, anche se rientra cronologicamente nel periodo della narrativa impegnata, non contiene fatti che possano essere legati alla politica e alla Resistenza ma, ancora una volta, l'autore si rifà a quel tipo di storie che trattano di destini individuali, rientrando così in quella che lo stesso Cassola definisce narrativa esistenziale.
È infatti la storia di un giovane, settentrionale, Mario Ghersi, che presta servizio militare, prima della guerra, in una cittadina del Sud dove conosce Rita e se ne innamora. Ma la relazione, che si rivela tormentata, tra l'attrazione fisica e la tenerezza, dura solamente fino a quando il soldato viene mandato in congedo anticipato dal Comando per sottrarre il giovane dalla crisi spirituale in cui si trova. Ma Il soldato è anche la storia di facili e chiassose amicizie militari, dei ritrovi nelle case di tolleranza e della noia di un piccolo paese meridionale. Troviamo in questo racconto un personaggio maschile come protagonista, ma anche in questo caso è Rita, con il suo carattere deciso, che determina il tono della vicenda, mentre Mario, pur prendendo l'iniziativa del rapporto, in realtà lo subisce diventando elemento passivo.

### La ragazza di Bube
La ragazza di Bube, scritto tra il 1958 e il 1959, venne pubblicato da Einaudi, nella collezione «I supercoralli», il 10 marzo 1960 e riporta in sovracoperta un particolare del dipinto Sul divano di Federico Zandomeneghi. Sulla fascetta vi è scritto «L'avvenimento della stagione», la dedica è «A Beppina» e il risvolto non è firmato «... Storia minima e esemplare, raccolta intorno a pochi, umili protagonisti, ma mossa dall'aria di enormi eventi - l'Italia e gli italiani all'indomani della liberazione - La ragazza di Bube è un romanzo «perfetto»: per tensione, ritmo, per la semplicità corale con cui lievita di pagina in pagina, per la presa di coscienza dei personaggi, ragazzi nell'aprile del '45 e poi uomini e donne, con un destino ormai scavato, quando l'azione si conclude»..
Nel 1960 il romanzo vinse il Premio Strega e nel 1963 venne tratto dal romanzo il film omonimo con la regia di Luigi Comencini, interpretato da Claudia Cardinale e George Chakiris. La vicenda del romanzo è ambientata nella Toscana del 1945 alla fine della guerra e vede come protagonisti Bube e Mara. Il giovane Bube ha combattuto nella Resistenza con il nome di «Vendicatore» e nel ritorno verso casa si ferma a Colle Valdelsa per conoscere la famiglia dell'amico Sante morto in battaglia.
Qui conosce Mara, la sorella sedicenne di Sante, e tra i due nasce un tenero amore. Bube verrà coinvolto in un delitto: uccide il figlio di un carabiniere con il quale aveva litigato a causa di un prete che non voleva farlo entrare in chiesa. Bube conduce Mara a Volterra per farle conoscere la sua famiglia ma rimane nuovamente coinvolto in un brutto episodio: aggredisce un prete accusandolo di collaborazionismo e fugge in Francia sperando in una amnistia. Mara va ad abitare a Poggibonsi a fare la cameriera e conosce Stefano, un giovane operaio che, innamorato di lei, le chiede di sposarlo. L'amore per Bube sembra intiepidirsi ma quando Mara deve decidere tra i due giovani, comprende che, anche se ama Stefano, non può abbandonare Bube e troverà «in se stessa la forza di fare la scelta più difficile e insieme più generosa.» Nel frattempo Bube, che è stato espulso dalla Francia, viene arrestato e deve subire un processo che lo condannerà a quattordici anni di prigione. Mara è decisa ad affrontare la lunga attesa convinta che ad attenderli ci sarà un futuro in comune.
La Ragazza di Bube è quindi un vero romanzo d'intreccio, dove le strutture portanti e tipiche del genere sono l'amore, l'abbandono, la fedeltà, il dolore, la speranza, la passione politica fino alla soluzione finale perfettamente calibrata fra giustizia e pietà.

## Il ritorno alla narrazione esistenziale

### Un cuore arido
(a Ferretti 13 gennaio 1962)
Il romanzo, ideato e scritto tra il 1960 e il 1962, viene pubblicato nella collana «I Supercoralli» da Einaudi e riporta in sovracoperta un particolare del disegno a matita di Amedeo Modigliani ed è dedicato a Manlio Cancogni. Il risvolto, non firmato, è da attribuire a Italo Calvino e si legge: «Carlo Cassola, scrittore solitario, schivo per istinto dall'aneddotica della vita letteraria, si è trovato ad essere - dopo il successo de La ragazza di Bube - uno degli autori italiani più noti e discussi (...). Al centro del romanzo che gli fruttò il Premio Strega (...) stava una giovane donna, Mara: ed ancora su di una figura femminile, quella di Anna, è imperniato quest'ultimo romanzo. Ma se la storia di Mara era quella della progressiva rinuncia alle inclinazioni più istintive e facili del proprio temperamento fino al sacrificio totale di sé, ben diverso è il cammino di Anna, che dalle profondità della propria natura attinge la forza per rimarginare le ferite che la vita le infligge, ritrovando ogni volta l'equilibrio interiore e approdando alla fine a una solitaria ma consolante saggezza.»
Nel 1971 Un cuore arido esce, sempre per Einaudi, nella collana «Gli struzzi» e nel 1979 viene accorpato a Il taglio del bosco, per la collana «Omnibus» dell'Euroclub per essere ristampato nel 1982, da solo, nella «BUR» di Rizzoli. Il romanzo ottiene subito un immediato successo e Cassola, nel fare il confronto con La ragazza di Bube, dichiarerà «Quel romanzo non mi riguarda (...) e poi è tirato avanti con un procedimento naturalistico, che detesto». In realtà Cassola non ripudia il suo precedente romanzo ma intende dire che con La ragazza di Bube ha chiuso un periodo della sua narrativa. «Intendiamoci, non ripudio quei libri, ma con La ragazza di Bube ho avvertito nettamente che si concludeva un ciclo (...) con Un cuore arido ricomincio a scrivere»
Con questo romanzo Cassola lascia la narrativa d'impegno per tornare alla pura invenzione. «Con Un cuore arido», come scrive Pietro Citati, «Cassola riprende l'esile tela delle Amiche. L'apre e la dilata, togliendole quel tanto di giovanile e immaturo, e recuperando la casuale ricchezza della realtà quotidiana. Egli rappresenta, a prima vista, quanto usiamo definire realtà: quello che accade in un paese toscano tra il 1931 e il 1934, prima della guerra di Abissinia. Ma incomincia coll'abolire completamente la parte della storia. (...) Fedelissimo alle cose e insieme lontano da esse, senza un'ombra di lirismo, sorretto da una forza profonda e tranquilla, Cassola infonde in ogni momento della banalità quotidiana il segno inesauribile della vera vita.»
Cassola scriverà su «l'Unità» del 22 giugno 1962 di aver ritrovato, con Un cuore arido, la sua vera vena narrativa e di aver avuto la sensazione di ricominciare a vivere. La figura centrale della storia è una ragazza, Anna, che vive a Marina di Cecina con la sorella Bice. Sono orfane di padre e di madre e vivono con una zia lavorando da sarte. Anna ha diciotto anni, ha un carattere duro, ritroso e caparbio e non ha ancora amato nessuno. Di lei si innamora un giovane del luogo, Enrico, ma Anna non accetta il suo corteggiamento.
Nel frattempo la sorella Bice si fidanza con un militare settentrionale di stanza nella città ma Mario, attratto da Anna, glielo dichiara apertamente. Si instaura una relazione ambigua fino a quando viene il momento per Mario del congedo. Anna viene a sapere che il giovane dovrà trasferirsi in America e questa volta cede ai suoi desideri e gli si concede. L'avventura che Anna ha così vissuto è un'esperienza profonda e frutto di una scelta consapevole e voluta, ma non sarà così con Marcello, il figlio di un facoltoso uomo d'affari, alla quale si concederà ma senza convinzione. La storia si conclude con il matrimonio di Bice con Enrico, mentre Anna riceve dall'America una lettera di Mario che, dicendo di amarla, le propone di sposarlo. Anna risponde a Mario e lo mette al corrente di quanto è accaduto con Marcello rimanendo così nel suo isolamento interiore ma sicura di sé e delle proprie risorse.

### Il cacciatore
Pubblicato da Einaudi nel 1964, Il cacciatore è un romanzo che riprende nel titolo e in parte nella trama uno dei racconti della Visita. Ambientato nella campagna tra Cecina e Bolgheri durante gli anni della prima guerra mondiale è, come sempre, una storia d'amore ma che ha come tema principale quello della caccia, motivo che Cassola tratta con competenza e passione per tutto quanto riguarda gli animali, gli appostamenti e le stagioni.
L'ambiente, descritto con tratti precisi, è quello di una natura selvaggia e solitaria che Cassola dimostra di amare sinceramente. Anche se a dare il titolo del romanzo è un personaggio maschile, Alfredo, a portare avanti la storia, intrecciata da amori e avventure, vi è, anche in questo racconto, un personaggio femminile, Nelly, colei che sa prendere le decisioni fondamentali che, insieme al caso, determinano il corso della vita.

### Tempi memorabili
Tempi memorabili è un romanzo breve scritto nel 1963 e pubblicato da Einaudi nella primavera del 1966 che riprende un racconto della Visita.
Il breve romanzo si appoggia su una struttura narrativa che non svolge una trama ma racconta un periodo della vita, quello dell'adolescenza. Il tema dell'intero romanzo è dunque quello della fine dell'infanzia quando si prende coscienza di uno stato d'animo ormai diverso con i primi turbamenti amorosi che, anche in questo caso, appartiene a un sottinteso autobiografico. Scrive Rodolfo Macchioni Jodi«... il discorso indiretto libero con cui Fausto prende coscienza della propria autonomia spirituale... si snoda sulle cadenze monotone e sommesse di una persuasione consolatoria che non conosce sussulti né esplosioni patetiche»
La storia è quella di Fausto, un ragazzo quindicenne, che si reca in villeggiatura con la madre a Marina di Cecina dove incontra il suo primo amore e va incontro anche alle prime delusioni. Non mancano certamente i fatti nella vicenda ma l'autore è più attento al modo in cui gli adolescenti li vivono perché, anche i più semplici, sono tutti «memorabili» e con l'aggettivo memorabile viene riassunta nel modo più semplice e chiaro una delle idee fondamentali di Cassola. Come scrive Manacorda «... per ciascun individuo è «memorabile» tutto ciò che ha riguardato o lo riguarda, tutto ciò che ha vissuto o sta vivendo.» Per Fausto è dunque memorabile quella villeggiatura di adolescente con i preparativi per la partenza, il viaggio in treno, l'arrivo a destinazione e l'inizio della vita in spiaggia.
Tra il primo e il secondo capitolo vi è un salto dei tempi verbali, dall'imperfetto, che riassume in quella attuale tutte le altre esperienze dei viaggi di quando era bambino da Roma al mare, al passato remoto che serve per evidenziare l'esperienza unica di quell'anno in cui il giovinetto adolescente si apre alla prima vita sentimentale.

### La maestraeStoria di Ada
Nel periodo che va tra il 1963 e il 1968 si collocano i romanzi brevi La maestra, scritto tra il 1957 e il 1965 e Storia di Ada composto nel 1965, pubblicati insieme da Einaudi nel 1967 con il titolo Storia di Ada.

#### La maestra
La maestra è ambientato nella campagna tra Melato, Pomarance, la conca di Saline, l'altura di Volterra con la vista in distanza del Monte Voltrajo e il paesaggio descritto è fatto di pendici boscose e macchie, ruderi nascosti tra i rovi, colline brulle, stradine polverose o allagate dal fango.
La storia si svolge tra il 1944, a guerra non ancora terminata, e il 1946. Fiorella è una giovane maestra che ha fatto un matrimonio sbagliato. Incinta e già madre di un bambino, deve raggiungere Metato, a sei chilometri da Saline, per insegnare. A Metato, un borgo desolato sopra Pomarance, deve sistemarsi in una camera squallida che appartiene al conte Albini, un ricco proprietario terriero, ex fascista ed ora monarchico e anticomunista. La vita di Fiorella è triste e solitaria ma verso sera, a rallegrarla un poco, c'è un gruppo di boscaioli pistoiesi con i quali divide il misero alloggio legandosi a loro con rapporti di comprensione e amicizia. Quando si ammala uno dei boscaioli, Fiorella ha l'occasione di conoscere il medico condotto di Pomarance, il dottor Aldo Nicolucci, che è separato dalla moglie e senza figli.
L'anno seguente, dopo la nascita di una bambina che ha partorito nella casa dei suoceri, Fiorella torna a Metato. Essendo una giovane donna lontana dal marito diventerà presto un richiamo per gli uomini, compreso il dottore che tenta di avere un'avventura con lei. Ma in seguito finisce con l'innamorarsene seriamente e anche Fiorella accetta la sua compagnia, nonostante le chiacchiere della gente. I due finiscono così per decidere di vivere insieme e si trasferiscono a San Vincenzo, dove Aldo ha ottenuto una nuova condotta.

#### Storia di Ada
Storia di Ada ha inizio nel decennio che precede la seconda guerra mondiale con Ada bambina che ha perduto una mano nel nastro della trebbiatrice. Ada vive però serena e reagisce alla sventura, impara a scrivere con la mano sinistra e a forza di impegno e buona volontà riesce anche lei a svolgere i lavori domestici e quelli della campagna.
Trascorrono i giorni e gli anni, Ada cresce, d'estate va a fare i bagni a Marina di Cecina con la zia e la cugina e si accontenta di prendere dalla vita ciò che questa le dà e si meraviglia della scontentezza degli altri. Ma ad Ada accade una seconda disgrazia: il padre precipita dal tetto dove era salito per pulire le grondaie e muore. Ada si trasferisce a Marina di Cecina dove va a lavorare alle Poste dove si fa benvolere da tutti. Anche se non vuole pensarci, l'amore viene anche per Ada. Dapprima è un soldato che la lusinga e cerca di approfittare di lei, poi è il fratello di un'amica che però deve partire e non darà più sue notizie e infine conosce un altro soldato, Luigi Orzan, un veneto analfabeta dal carattere timido e imbarazzato, che la chiede in moglie. Ada è commossa e felice ed accetta. Le nasce una bella bambina, restano però tutti e due senza lavoro e Luigi si ammala diventando sempre più chiuso e disperato. La salute peggiora e sarà ricoverato in un sanatorio dal quale Ada ha il triste presentimento che non tornerà più.

### Una relazione
Una relazione è un romanzo scritto tra il 1962 e il 1963 e pubblicato da Einaudi nel 1969. Nel 1970 vinse il Premio Napoli. Il romanzo narra la storia tra Mario Mansani, un giovane impiegato sposato e con un figlio e Giovanna Lorenzi, figlia di un pescatore che fa la manicure e che ha già avuto qualche avventura amorosa. Mario, che già in passato aveva avuto con lei una breve storia, riavvia, dopo cinque anni, la relazione pensando ad una breve avventura extraconiugale.
Ma per Giovanna mettersi con lui significa molto di più che la ripresa di un'avventura, significa infatti tornare a vivere sul ricordo di un passato che vorrebbe aver voluto diverso. In quel periodo Mario viene richiamato ad un corso ufficiali, in vista della guerra d'Abissinia, e deve trascorrere quaranta giorni a Livorno dove Giovanna lavora in un albergo diurno. I due diventano così amanti. A distanza di dieci anni, nell'estate del 1945, Mario, scampato dall'Albania, dal Montenegro e dalle retate dei tedeschi, incontrerà casualmente Giovanna sul treno e verrà a sapere che si è sposata, ha avuto una bambina ed è rimasta vedova. Mario stenta a riconoscerla e rimane soprattutto stupito che abbia potuto sposare un bell'uomo e più giovane di lei e che dimostri ormai nei suoi confronti solamente dell'indifferenza.
«Il senso ultimo del romanzo (...) si rivela alla fine, quando il velo dell'indifferenza è sceso tra Mansani e Giovanna a ripeterci dalle pagine di Cassola che nella vita tutto è memorabile e tutto è indifferente; indifferente per chi pure ci passa accanto e anche per noi stessi, non appena altre cose memorabili hanno cancellato le precedenti.»

### Ferrovia locale
Ferrovia locale è un romanzo scritto nel 1966-1967 e pubblicato da Einaudi nel 1968. Esso riprende un racconto della Visita ma con un andamento molto diverso. Cassola, in questo nuovo romanzo di respiro assai più vasto, non allarga solamente i piani narrativi ma opera un decisivo rifacimento costruendo un romanzo esistenziale con tante vicende e situazioni che fanno riferimento al motivo realistico e nello stesso tempo simbolico della linea ferroviaria locale lungo la costa tirrenica.
Contenuti e trama si riducono all'essenziale e alla pura registrazione visiva di brani d'esistenza che scorrono senza interruzione lungo le pagine.
«I periodi brevissimi di una riga o poco più, con ripetuti e continui andare a capo, producono un fraseggiare a segmenti (appena sostenuto da un unico verbo) che blocca e sorprende la vita nei suoi attimi più genuini e toccanti». «Si mise seduta su una panchina di pietra nella piazza dietro la chiesa. In quella accanto c'era una donna con la carrozzina. «Ci verrò anch'io», pensò Adriana».
Dino è un giovane ferroviere che percorre, con un treno merci, la linea ferroviaria Pisa-Orbetello e che durante i rallentamenti in prossimità delle stazioni, osserva ogni cosa: i bucati stesi, le case della periferia, la giovane figlia del casellante, un uomo intento a vangare il campo, la giovane sposa di un capostazione. Da qui si snodano i frammenti di storia di Ferrovia locale che hanno fine inquadrando, come all'inizio, il ferroviere Dino che fa ritorno a casa dopo trentasei ore di lavoro.

### Paura e tristezza
Il romanzo Paura e tristezza, che riprende il titolo del primo racconto scritto da Cassola nel 1937 ed entrato poi nella Visita, viene pubblicato da Einaudi nei «Supercoralli» il 26 settembre del 1970 con dedica «A Barbara» e in sovracoperta un disegno di Mario Marcucci. Nel 1971 vedrà le stampe per il Club degli editori di Milano e nel 1981 sarà ripubblicato nella «BUR» di Rizzoli con un'introduzione di Natalia Ginzburg. Tra i romanzi di Cassola Paura e tristezza è uno dei più lunghi.
È la storia di Anna Dell'Aiuto che l'autore ci fa conoscere sin da quando è bambina a Volterra, lungo l'adolescenza piena di speranze, la giovinezza che sfiorisce precocemente, la precoce vecchiaia. La condizione di «paura e tristezza» non è altro che quella del vivere, dell'approccio difficile con gli uomini e le cose che nell'attimo stesso che ha inizio porta già il segno della sconfitta e della delusione. In Paura e tristezza vi è la stessa minuziosa analisi che si trova in Ferrovia locale ma «... il descrittivismo non lascia sfuggire nulla perché nulla vi è nella vita che non sia importante e degno di essere ricordato, ma tutto è concentrato nella figura della protagonista; anche in questo caso Cassola coglie nei suoi infinitesimi particolari il fluire della vita, non però come intreccio di fili diversi, ma dipanando con amorosa pazienza la semplice e triste vicenda di Anna, per giungere, se mai, alla constatazione dell'estrema improbabilità e difficoltà di un effettivo intreccio delle sorti umane, chiusa ciascuna in un'invalicabile solitudine.»

### Monte Mario
Nel 1973 esce presso Rizzoli il romanzo Monte Mario che segna il passaggio di Cassola alla casa editrice milanese.
Gli elementi di novità di Monte Mario, rispetto ai precedenti romanzi, sono innanzitutto nello spostamento dell'ambiente e dell'epoca che non è più localizzato nella provincia toscana dell'anteguerra o dell'immediato dopoguerra, ma a Roma negli anni settanta. Si aggiunge poi l'estrazione sociale dei due protagonisti che non appartengono più ai ceti popolari o piccolo borghesi, ma che occupano un posto di rilievo nella società o per posizione o per ricchezza.
Ma, come scrive Renato Bertacchini, «Lo sperimentalismo dialogico e conversativo resta l'elemento più interessante e nuovo di Monte Mario (...) in Monte Mario l'interesse del narratore va al linguaggio dialogico, alla banalità e alla saccenteria di una conversazione borghese intessuta di luoghi comuni, di frasi fatte prese in prestito dall'ambiente e dalle abitudini.»

### Gisella
Gisella è un romanzo pubblicato da Rizzoli nel 1974 e si volge nell'arco di tempo di un quarantennio, da quando la protagonista ha vent'anni fino alla soglia della sessantina. I luoghi dove si svolge la vicenda variano dalla spiaggia di Cecina a Firenze, ancora a Marina, per terminare alla periferia di Bologna. Gisella e gli altri personaggi sono descritti dall'esterno e resi oggettivi tramite la registrazione dei fatti. Il tempo, che è distribuito in modo omogeneo e lento nella prima parte del romanzo, assume, nella seconda parte e soprattutto alla fine, un ritmo incalzante. La tecnica narrativa è, per Cassola, innovativa con l'utilizzo del discorso indiretto libero che si alterna ai discorsi diretti e dialogici.

### Troppo tardi
Dopo Paura e tristezza, Cassola si dedica alla scrittura di Troppo tardi che terminerà nel 1971 ma che potrà pubblicare solamente nel 1975, presso Rizzoli, dopo la pubblicazione di Monte Mario e Gisella.
Tra i primi racconti di Cassola vi era un racconto molto breve, interessante per il tema dell'antagonista, intitolato Giorgio Cromo, e già precedentemente l'autore aveva iniziato a realizzarne un racconto lungo, interrotto però nell'immediato dopoguerra, che ora riprende nel romanzo Troppo tardi.
Il romanzo, che è composto di nove capitoli, ha una struttura organica molto equilibrata e, malgrado il proposito dell'autore di basarsi sul puro narrare esistenziale, comprende anche molte pagine di carattere saggistico-narrativo. Ben equilibrato è il rapporto antagonistico tra l'antagonista Giorgio Cromo e l'autobiografico Ferruccio Fila.

### L'antagonista
Con L'antagonista, pubblicato da Rizzoli nel 1976, Cassola vince il premio Bancarella. È un romanzo che «... mantiene una sua organica circolarità e chiusura d'orizzonte, tra Volterra e Pisa, tra Castiglioncello e Lucca (per finire a Firenze), direttamente proporzionale all'efficienza e alla durata dell'impianto narrativo gestito non da un solo, emblematico personaggio - quale potrebbe essere Pietro - ma da una compagnia di giovani bene di provincia, da tutto un gruppo generazionale di personaggi. L'Antagonista può essere definito romanzo vasto, sia come lunghezza (oltre cinquecento pagine), sia come durata (la vicenda si svolge dagli anni trenta al dopoguerra).

### La disavventura
Il romanzo La disavventura viene pubblicato nel 1977 da Rizzoli. Esso, a differenza del precedente romanzo, L'antagonista, si presenta con una struttura semplice che lascia spazio all'invenzione e allo svolgersi lineare e unitario della vicenda. Niente procede lungo linee esistenziali determinate ma tutto si avvolge intorno alle digressioni di pensiero, agli sbalzi sentimentali della protagonista Cora, sognatrice e nello stesso tempo realistica, calcolatrice e passionale.
Ambientato a Volterra nel dopoguerra e in un breve finale fino ai giorni nostri, La disavventura narra la storia di un giovane ragazza, Cora, che si innamora di Giuliano, affittuario della madre. L'amore, che è dapprima contrastato dalla differenza di classe, si concluderà in un matrimonio che la condurrà dopo molti anni ad un divorzio e infine ad un nuovo matrimonio.

## L'ultimo Cassola: l'antimilitarismo e la visione atomico-apocalittica

### L'uomo e il cane
Cassola pubblica nel 1977, sempre presso Rizzoli, il romanzo  L'uomo e il cane nel quale risaltano le prime avvisaglie di quello che sarà la nuova svolta narrativo-politico che occuperà, negli ultimi anni, la sua attività di scrittore. In un articolo scritto in Tuttolibri intitolato Perché scrivo storie di cani, Cassola scrive «Un tempo amavo la bellezza e tra una letteratura rivolta verso il vero e una letteratura rivolta verso il bello non avrei esitato un minuto a scegliere la seconda. Oggi sono per una bellezza che si accordi con la verità. Ho insomma capito, con trent'anni di ritardo, la lezione di Vittorini e Pavese».

### Un uomo solo
Scritto nella primavera del 1977, Un uomo solo, viene pubblicato nel maggio del 1978 da Rizzoli, direttamente nella collezione della BUR.

### La «trilogia atomica»
A partire dalla fine degli anni settanta, Cassola inizia a modificare la sua concezione del compito di uno scrittore, spostandosi verso un fine più collettivo e altruistico, denunciare i pericoli a cui l'intera umanità sta andando incontro, «far qualcosa per gli altri». È il Cassola in cui l'antimilitarismo diviene predominante, scagliandosi contro l'inquinamento e il pericolo della minaccia atomica: proprio in questo pensiero si inserisce così la cosiddetta «trilogia atomica», composta dai romanzi Il superstite (1978), Ferragosto di morte (1980) e Il mondo senza nessuno (1982).
Mentre nel primo romanzo il protagonista è un cane e i personaggi sono tutti animali, nel secondo ritorna il personaggio alter ego Ferruccio Fila. Nel terzo e ultimo romanzo della trilogia, non vi sono personaggi, solo una Terra completamente disabitata dove rimangono la vegetazione, il vento e il mare.

### Il paradiso degli animali
Il romanzo Il paradiso degli animali viene pubblicato nel 1979 da Rizzoli. Qui i protagonisti sono gli animali, unici sopravvissuti alla catastrofe nucleare che ha annientato l'uomo, tentano di riportare la civiltà sulla Terra. Il romanzo si inserisce nello stesso filone apocalittico della «trilogia atomica» dovuto all'angoscia dell'autore per il futuro del mondo.

### La morale del branco
La raccolta La morale del branco, edita da Rizzoli nel 1980, riunisce vari racconti che hanno per protagonisti gli animali, allo scopo di ripercorrere gli errori fatti dalla società degli uomini che la porteranno inevitabilmente alla più completa rovina.

### Le ultime opere
Il completamento narrativo dell'opera di Carlo Cassola si ha negli anni tra il 1980 e il 1983, quando escono gli ultimi suoi lavori. Questa ultima sua trasformazione, quella di scrittore collettivo e pacifista, raggiunge il suo culmine andando a intaccare vari generi narrativi da Cassola sperimentati nella sua produzione finale: si ha una romanzesca biografia con Vita d'artista (1980), un'incursione nel romanzo storico con Il ribelle (1980) e La zampa d'oca (1981), un ritorno ai racconti brevi con la raccolta Colloquio con le ombre (1982), e la dedizione ad opere di prosecuzione come L'amore tanto per fare (1981), seguito di Monte Mario, e Gli anni passano (1982), seguito di La ragazza di Bube. Nel 1983 viene dato alle stampe il suo ultimo lavoro di narrativa, Mio padre, una raccolta di scritti autobiografici che ripercorrono i temi a lui cari e il rapporto ambivalente con il padre.